# Beiträge zur genauern Kenntniß der ehstnischen Sprache
Die Beiträge zur genauern Kenntniß der ehstnischen Sprache waren eine estnische Literatur- und Kulturzeitschrift.

## Hintergrund
Die 1802 erfolgte Eröffnung der Kaiserlichen Universität Dorpat war allein schon deswegen bedeutsam für die estnische Kulturgeschichte, weil nach fast einem Jahrhundert Unterbrechung nun wieder eine höhere Lehranstalt im Gebiet des heutigen Estland existierte. 1803 wurde hier das (weltweit) erste Lektorat für Finnisch und Estnisch eingerichtet. Erster Lektor war Friedrich David Lenz, ein älterer Bruder des Sturm-und-Drang-Schriftstellers Jakob Michael Reinhold Lenz. Das Lektorat war vornehmlich eingerichtet worden, um den Theologiestudenten die Möglichkeit zum Erwerb von Sprachkenntnissen zu geben, der für ihre spätere Amtsführung als unabdingbar angesehen wurden.
Einer der ersten Studenten von Lenz war Johann Heinrich Rosenplänter, der dann ab 1809 Pastor in Pärnu war. In dieser Funktion beklagte er das Fehlen einer normierten Standardsprache und plädierte für eine Unifizierung des Estnischen, das bislang noch in zwei verschiedenen Hauptvarianten, dem Nord- und dem Südestnischen, verwendet wurde. Zur Verbesserung der Lage und als Diskussionsforum rief er dann 1813 eine Zeitschrift ins Leben, deren Titel gleichzeitig ihr Programm war.

## Erscheinungsweise und Autoren
Da Rosenplänter die Finanzierung der Zeitschrift von seinem eigenen Pastorengehalt bestreiten musste und die Zahl der Abonnenten gering blieb, konnte die anfangs zweimal jährlich geplante Zeitschrift jedoch nicht ganz regelmäßig erscheinen. Insgesamt wurden zwischen 1813 und 1832 zwanzig Ausgaben publiziert, die sich auf die folgenden Jahre verteilten: 1813 (2), 1814, 1815, 1816 (2), 1817 (3), 1818 (3), 1821, 1822 (2), 1823, 1825, 1827, 1828 und 1832.
Die Gesamtseitenzahl beläuft sich auf ca. 3.500, zu den beitragenden Autoren gehörten namhafte Kulturpersönlichkeiten der Zeit wie August Wilhelm Hupel, Arnold Friedrich Johann Knüpffer, Johann Wilhelm Ludwig von Luce, Otto Wilhelm Masing oder Kristian Jaak Peterson. Mit Adolf Ivar Arwidsson und Carl Axel Gottlund waren auch finnischen Autoren vertreten.

## Inhalt und Bedeutung
Inhaltlich befasste sich die Zeitschrift nicht nur mit sprachwissenschaftlichen Themen, sondern ebenfalls mit der Erforschung der Folklore und der Literatur, und zwar vornehmlich durch Bereitstellung entsprechender Texte. Hervorgehoben werden können auch die umfangreichen Materialsammlungen (Wörter, Märchen) zur Verbesserung der Kenntnisse in diesem Bereich, ferner Band 14 (1822), der eine Monographie ist und Kristian Jaak Petersons Übersetzung von Kristfried Gananders Mythologia Fennica ins Deutsche (aus dem schwedischen Original) enthält. Ebenso wichtig war der 15. Band, indem erstmals vorgeschlagen wurde, die finnischen Orthographieregeln (statt der deutschen) auf das Estnische anzuwenden, was mit dreißigjähriger Verzögerung in der 2. Auflage der estnischen Grammatik von Eduard Ahrens (1853) auch erfolgte.
Schon im April 1814 schreibt Otto Wilhelm Masing, als er den Erhalt des zweiten Heftes dankend quittiert: „Wie nothwendig und nüzlich das von Ihnen begonnene Unternehmen ist, leuchtet einem jeden ein, der es weiß wie wenig die Ehstnische Sprach wirklich gekannt und verstanden ist; und der es beurtheilen kann, wie erbärmlich es um die Schriftstellerei in derselben aussiehet; da wir eine Menge gedrukter Absurditäten und nicht ein einziges fehlerfrei geschriebenen ehstnisches Buch bis jetzt aufzuweisen haben.“
Auch Jacob Grimm hat die Beiträge gelesen und für seine Forschungen benutzt. Sein Buch Reinhart Fuchs (1834) enthält ein eigenes Kapitel über estnische Tierfabeln, dessen Aufnahme der Autor wie folgt begründete: „In diesen tagen erst hat mir das achte heft von Rosenplänters beitr. zur genauern kenntnis der ehstnischen sprache, Pernau 1817, s. 120-142 eine anziehende reihe ehstnischer thierfabeln an hand gegeben, von denen das wichtigste wesentlich hierher gehört.“ Grimm selbst hatte sie aus dem Estnischen übersetzt.
Die Beiträge bildeten trotz ihrer geringen Verbreitung „den Beginn der wissenschaftlichen Beschäftigung mit dem Estnischen und schufen die Basis für die künftige estnische Schriftkultur.“

## Einzelbelege
1. ↑  Heli Laanekask: Poleemika ühise eesti kirjakeele ümber ajakirjas "Beiträge", in: Keel ja Kirjandus 4/1983, S. 195.
2. ↑  Cornelius Hasselblatt: Geschichte der estnischen Literatur. Von den Anfängen bis zur Gegenwart. Berlin, New York: Walter de Gruyter 2006, S. 168–172.
3. ↑  Otto Wilhelm Masingu kirjad Johann Heinrich Rosenplänterile 1814-1832. Esimene köide 1814-1818. Koostanud Leo Anvelt, Eva Aaver, Heli Laanekask, Abel Nagelmaa. Tartu: Eesti Kirjandusmuuseum 1995, S. 85.
4. ↑  Jacob Grimm: Reinhart Fuchs. Berlin: Reimer 1834, S. CCLXXXIII-CCLXXXIV.
5. ↑  Cornelius Hasselblatt: Estnische Literatur in deutscher Übersetzung. Eine Rezeptionsgeschichte vom 19. bis zum 21. Jahrhundert. Wiesbaden: Harrassowitz 2011, S. 36–38.
6. ↑  Cornelius Hasselblatt: Geschichte der estnischen Literatur. Von den Anfängen bis zur Gegenwart. Berlin, New York: Walter de Gruyter 2006, S. 169.